# Домовик
Домовик (или домаћи), у митологији Источних Словена, кућни је дух, често називан дед или господар куће.
За домовика постоје разни називи:
- руски: домовой
- украјински: дид, дидко, домовик или домовој
- чешки: дедек
- бугарски: стопан
- српски: домаћи услужни дух, малић, мацић, домћи, шкрат или шпиритус
- немачки: коболд
- енглески: гуд фелоу
- шведски: спирит.

## Изглед
Под тим именима замишљан је омалени старац са крзненим огртачем који живи иза или испод огњишта и брине се о кући и стоци. Некада се замишља и у виду пса, медведа или змије. Ако се том кућном заштитнику не поклања одређена пажња, он напушта кућу и проузрокује болести стоке или смрт домаћина.
Могао је да се преображава у различите животиње, пре свега у мачку, пса и краву, а ређе у змију и жабу. Најчешће борави у кући, у углу иза пећи, на тавану или у дворишту. Брине се о благодети куће, посебно о стоци, због чега је повезан са богом Велесом. Његова супруга, која се зове Домовика, борави у подруму. Глас Домовоја се у кући често чује, али је опасно да га укућани виде. Разним знацима наговештава недаће или смрт.
За кућне духове се обично веровало да су то углавном душе предака. Од предака се очекује заштита, али се они и поштују, што се посебно огледа у обичају крсне славе, која је у потпуности сачувана у Српском народу. С обзиром да није могао да се искорени овај обичај је чак постао прихваћен као део православног хришћанства у Србији: како га није било могуће истиснути из народних веровања, дато му је ново објашњење по коме се тога дана славе одређени хришћански свеци. Крсна слава је постојала много пре прихватања хришћанства, а у питању је празник домаћег заштитника, највероватније првог претка, оснивача племена, коме су се тога дана приносиле жртве у храни и пићу, како би се осигурао напредак. Култ предака је био један од најзначајнијих и најбитнијих словенских култова и везивао се за благостање у кући. Зато се и веровало да новоизграђена кућа неће имати просперитет ако глава породице не умре у њој и не буде сахрањен испод огњишта како би постао Домовој.